# 无胸腺裸鼠

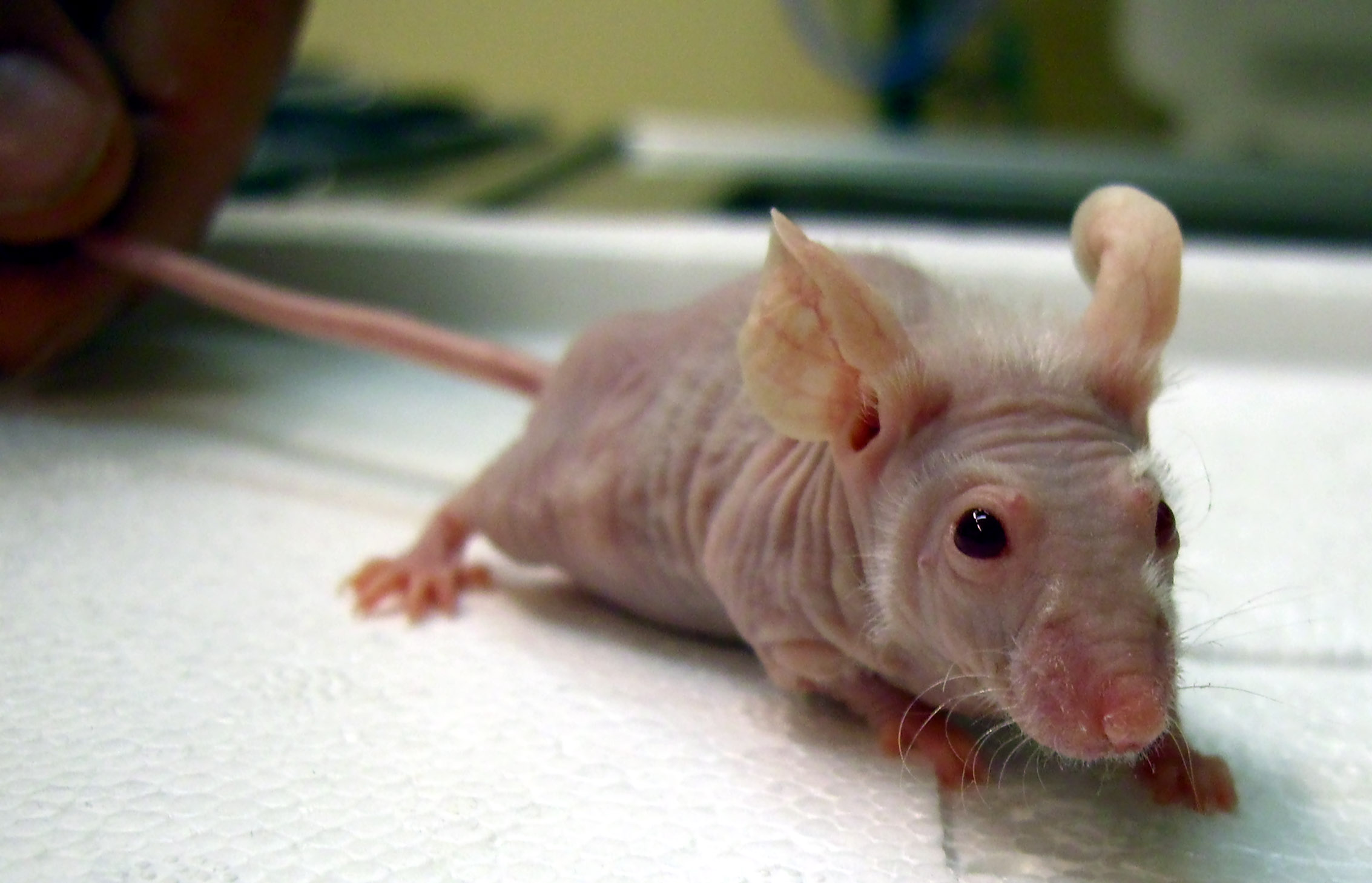
无胸腺裸鼠

无胸腺裸鼠是一种实验小鼠，此種小鼠因基因突变导致其胸腺退化或缺失，並且无胸腺裸鼠由于T细胞的数量大大减少而导致其免疫系统受到抑制。这种小鼠的外表没有体毛，因此被人稱為裸鼠。裸鼠有很有高的研究价值，由於它們没有移植排斥反应，所以研究人員可以將不同类型的组织和肿瘤移植到裸鼠身上。研究人員通過异种移植以研究治疗肿瘤的新方法。